# Niederurnen
Niderurnen fue hasta el 31 de diciembre de 2010 una comuna suiza del cantón de Glaris.
Desde el 1 de enero de 2011 es una localidad de la nueva comuna de Glaris Norte a la que también fueron agregadas las comunas de Bilten, Filzbach, Mollis, Mühlehorn, Näfels, Oberurnen y Obstalden.

## Geografía
Niederurnen se encuentra situada al norte del cantón a orillas del río Linth. La antigua comuna limitaba al norte con la comuna de Bilten, al este con Schänis (SG), Weesen (SG) y Mollis, al sur con Oberurnen, y al oeste con Schübelbach (SZ).

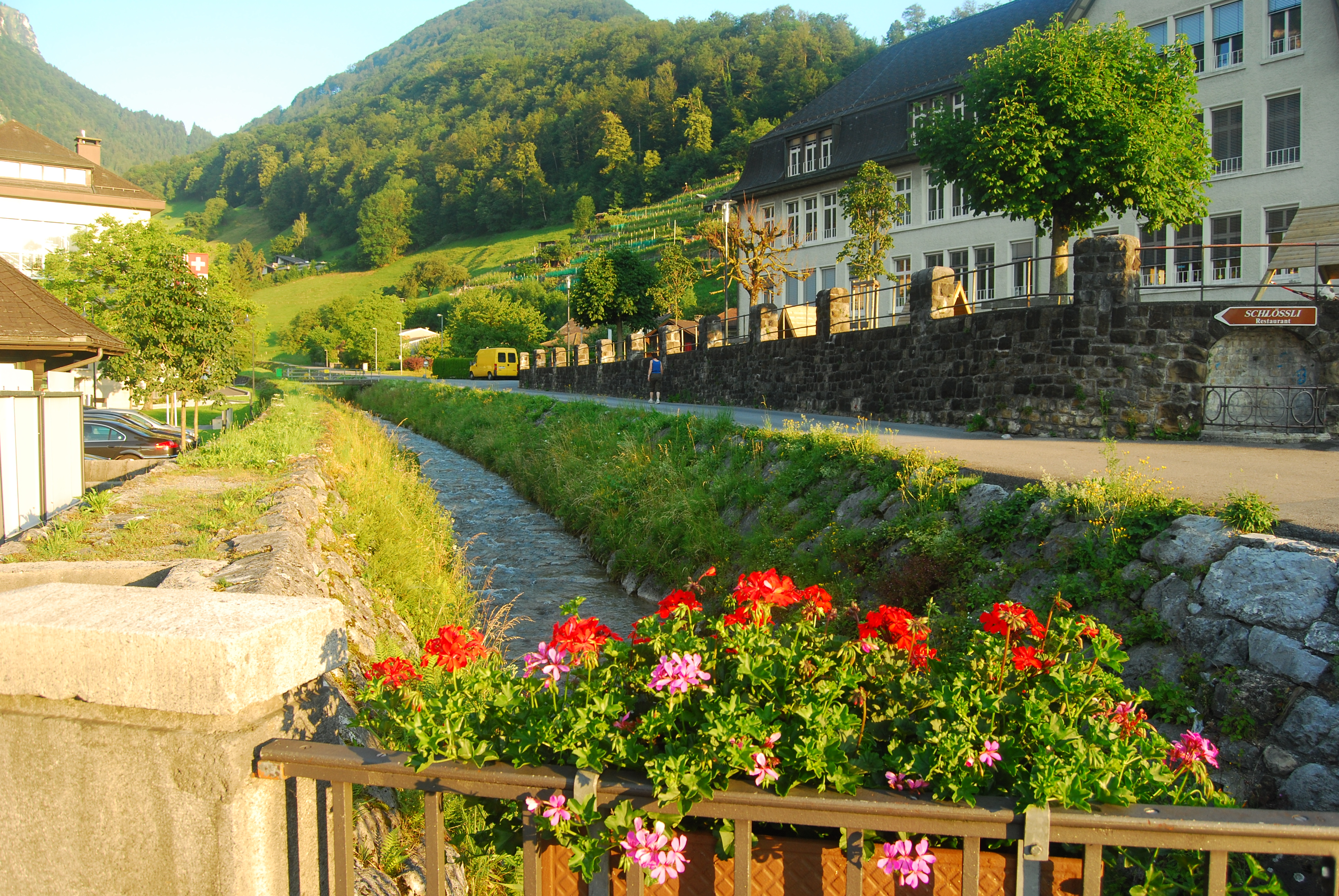
Un riachuelo a su paso por Niederurnen.